# 54-та паралель північної широти
54-та паралель північної широти — лінія широти, що лежить на 54 градуси північніше земної екваторіальної площини. Вона проходить через Європу, Азію, Тихий океан, Північну Америку та Атлантичний океан.
На цій широті під час літнього сонцестояння сонце видно 17 годин 9 хвилин, а під час зимового сонцестояння — 7 годин 22 хвилини.

## Список географічних об'єктів, що перетинає 54° пн. ш.
Починаючи з Гринвіцького меридіану та рухаючись на схід, 54-та паралель північної широти проходить через:
| Координати                                                   | Країна, територія або море | Примітки |
| ------------------------------------------------------------ | -------------------------- | --- |
| 54°0′ пн. ш. 0°0′ сх. д. / 54.000° пн. ш. 0.000° сх. д.      | Північне море              | |
| 54°0′ пн. ш. 8°52′ сх. д. / 54.000° пн. ш. 8.867° сх. д.     | Німеччина                  | Шлезвіг-Гольштейн |
| 54°0′ пн. ш. 10°47′ сх. д. / 54.000° пн. ш. 10.783° сх. д.   | Балтійське море            | Любецька бухта |
| 54°0′ пн. ш. 11°1′ сх. д. / 54.000° пн. ш. 11.017° сх. д.    | Німеччина                  | Мекленбург-Передня Померанія |
| 54°0′ пн. ш. 11°12′ сх. д. / 54.000° пн. ш. 11.200° сх. д.   | Балтійське море            | Вісмарська затока |
| 54°0′ пн. ш. 11°23′ сх. д. / 54.000° пн. ш. 11.383° сх. д.   | Німеччина                  | Проходить через острів Пель, материк та острів Узедом                                                                                              |
| 54°0′ пн. ш. 14°6′ сх. д. / 54.000° пн. ш. 14.100° сх. д.    | Балтійське море            | |
| 54°0′ пн. ш. 14°38′ сх. д. / 54.000° пн. ш. 14.633° сх. д.   | Польща                     | Проходить через острів Волін і материк |
| 54°0′ пн. ш. 23°29′ сх. д. / 54.000° пн. ш. 23.483° сх. д.   | Литва                      | Алітуський повіт |
| 54°0′ пн. ш. 24°36′ сх. д. / 54.000° пн. ш. 24.600° сх. д.   | Білорусь                   | Приблизно на 7 км |
| 54°0′ пн. ш. 24°43′ сх. д. / 54.000° пн. ш. 24.717° сх. д.   | Литва                      | Приблизно на 8 км |
| 54°0′ пн. ш. 24°50′ сх. д. / 54.000° пн. ш. 24.833° сх. д.   | Білорусь                   | Проходить північніше Мінська та Могильова |
| 54°0′ пн. ш. 31°52′ сх. д. / 54.000° пн. ш. 31.867° сх. д.   | Росія                      | |
| 54°0′ пн. ш. 61°15′ сх. д. / 54.000° пн. ш. 61.250° сх. д.   | Казахстан                  | |
| 54°0′ пн. ш. 61°34′ сх. д. / 54.000° пн. ш. 61.567° сх. д.   | Росія                      | Приблизно на 5 км |
| 54°0′ пн. ш. 61°39′ сх. д. / 54.000° пн. ш. 61.650° сх. д.   | Казахстан                  | Приблизно на 7 км |
| 54°0′ пн. ш. 61°46′ сх. д. / 54.000° пн. ш. 61.767° сх. д.   | Росія                      | Приблизно на 4 км |
| 54°0′ пн. ш. 61°49′ сх. д. / 54.000° пн. ш. 61.817° сх. д.   | Казахстан                  | Приблизно на 6 км |
| 54°0′ пн. ш. 61°54′ сх. д. / 54.000° пн. ш. 61.900° сх. д.   | Росія                      | Приблизно на 8 км |
| 54°0′ пн. ш. 62°1′ сх. д. / 54.000° пн. ш. 62.017° сх. д.    | Казахстан                  | |
| 54°0′ пн. ш. 62°25′ сх. д. / 54.000° пн. ш. 62.417° сх. д.   | Росія                      | Приблизно на 14 км |
| 54°0′ пн. ш. 62°38′ сх. д. / 54.000° пн. ш. 62.633° сх. д.   | Казахстан                  | |
| 54°0′ пн. ш. 72°24′ сх. д. / 54.000° пн. ш. 72.400° сх. д.   | Росія                      | Приблизно на 19 км |
| 54°0′ пн. ш. 72°42′ сх. д. / 54.000° пн. ш. 72.700° сх. д.   | Казахстан                  | |
| 54°0′ пн. ш. 73°4′ сх. д. / 54.000° пн. ш. 73.067° сх. д.    | Росія                      | |
| 54°0′ пн. ш. 73°31′ сх. д. / 54.000° пн. ш. 73.517° сх. д.   | Казахстан                  | Приблизно на 15 км |
| 54°0′ пн. ш. 73°44′ сх. д. / 54.000° пн. ш. 73.733° сх. д.   | Росія                      | |
| 54°0′ пн. ш. 75°29′ сх. д. / 54.000° пн. ш. 75.483° сх. д.   | Казахстан                  | |
| 54°0′ пн. ш. 76°32′ сх. д. / 54.000° пн. ш. 76.533° сх. д.   | Росія                      | Проходить через озеро Байкал |
| 54°0′ пн. ш. 137°30′ сх. д. / 54.000° пн. ш. 137.500° сх. д. | Охотське море              | |
| 54°0′ пн. ш. 138°46′ сх. д. / 54.000° пн. ш. 138.767° сх. д. | Росія                      | |
| 54°0′ пн. ш. 140°12′ сх. д. / 54.000° пн. ш. 140.200° сх. д. | Охотське море              | Сахалінська затока |
| 54°0′ пн. ш. 142°36′ сх. д. / 54.000° пн. ш. 142.600° сх. д. | Росія                      | Проходить через острів Сахалін |
| 54°0′ пн. ш. 142°55′ сх. д. / 54.000° пн. ш. 142.917° сх. д. | Охотське море              | |
| 54°0′ пн. ш. 155°53′ сх. д. / 54.000° пн. ш. 155.883° сх. д. | Росія                      | Проходить через Камчатський півострів |
| 54°0′ пн. ш. 159°56′ сх. д. / 54.000° пн. ш. 159.933° сх. д. | Тихий океан                | |
| 54°0′ пн. ш. 169°30′ сх. д. / 54.000° пн. ш. 169.500° сх. д. | Берингове море             | |
| 54°0′ пн. ш. 166°47′ зх. д. / 54.000° пн. ш. 166.783° зх. д. | США                        | Аляска — проходить через острів Уналашка |
| 54°0′ пн. ш. 166°21′ зх. д. / 54.000° пн. ш. 166.350° зх. д. | Тихий океан                | Аляскинська затока — проходить північніше острова Уналга та південніше островів Акутан, Рооток[en], Аватанак та Тігальда, Аляска, США              |
| 54°0′ пн. ш. 133°6′ зх. д. / 54.000° пн. ш. 133.100° зх. д.  | Канада                     | Британська Колумбія – проходить через острів Грем                                                                                                  |
| 54°0′ пн. ш. 131°41′ зх. д. / 54.000° пн. ш. 131.683° зх. д. | Протока Геката             | |
| 54°0′ пн. ш. 130°40′ зх. д. / 54.000° пн. ш. 130.667° зх. д. | Канада                     | Британська Колумбія — проходить через острови Порчер[en] і Кеннеді, через Кітімет та північніше Принс-Джорджа Альберта Саскачеван Манітоба Онтаріо |
| 54°0′ пн. ш. 82°14′ зх. д. / 54.000° пн. ш. 82.233° зх. д.   | Затока Джеймс              | |
| 54°0′ пн. ш. 78°58′ зх. д. / 54.000° пн. ш. 78.967° зх. д.   | Канада                     | Квебек Ньюфаундленд і Лабрадор |
| 54°0′ пн. ш. 57°16′ зх. д. / 54.000° пн. ш. 57.267° зх. д.   | Атлантичний океан          | |
| 54°0′ пн. ш. 10°12′ зх. д. / 54.000° пн. ш. 10.200° зх. д.   | Ірландія                   | Проходить через острови Акілл і Ірландія Проходить через Каван, озеро Лох-Кі[en] та Дандолк                                                        |
| 54°0′ пн. ш. 6°20′ зх. д. / 54.000° пн. ш. 6.333° зх. д.     | Бухта Дандолк[en]          | |
| 54°0′ пн. ш. 6°16′ зх. д. / 54.000° пн. ш. 6.267° зх. д.     | Ірландія                   | Проходить через півострів Кулі[en] |
| 54°0′ пн. ш. 6°7′ зх. д. / 54.000° пн. ш. 6.117° зх. д.      | Ірландське море            | Проходить південніше Острова Мен |
| 54°0′ пн. ш. 2°54′ зх. д. / 54.000° пн. ш. 2.900° зх. д.     | Велика Британія            | Англія — проходить через Гаррогейт |
| 54°0′ пн. ш. 0°13′ зх. д. / 54.000° пн. ш. 0.217° зх. д.     | Північне море              | |